# Pavlovce nad Uhom
Pavlovce nad Uhom é um município da Eslováquia, situado no distrito de Michalovce, na região de Košice. Tem 33,42 km² de área e sua população em 2018 foi estimada em 4.687 habitantes.

## Demografia
| Ano:        | 1994 | 2004    | 2014   | 2024   |
| ----------- | ---- | ------- | ------ | ------ |
| Broj ljudi: | 3924 | 4530    | 4477   | 4663   |
| Razlika:    |      | +15,44% | -1,16% | +4,15% |

| Ano:               | 2023 | 2024   |
| ------------------ | ---- | ------ |
| Número de pessoas: | 4652 | 4663   |
| Diferença:         |      | +0,23% |